# Fényes-patak
A Fényes-patak Naszálytól keletre ered, Komárom-Esztergom vármegyében. A patak forrásától kezdve északi irányban halad, majd Almásfüzitőnél eléri a Szőny-Füzitői-csatornát.

## Part menti település
- Naszály
- Almásfüzitő
- Dunaalmás